# Leonardus Hendrikus Simons
Leonardus Hendrikus Simons (Oosterhout, 26 november 1888 – 22 juli 1965) was een Nederlands politicus. 
Hij werd geboren als zoon van Augustinus Johannes Simons (1852-1926) en Anna Oomen (1854-1898). Hij was werkzaam bij de gemeentesecretarieën van Diemen, Sloten en Venlo voor hij in 1919 benoemd werd tot burgemeester van de gemeente Haarlemmerliede en Spaarnwoude. Simons werd in 1943 ontslagen maar na de bevrijding keerde hij terug in zijn oude functie. Hij ging eind 1953 met pensioen en overleed in 1965 op 76-jarige leeftijd. 